# Carvalhal Meão
Carvalhal Meão é uma povoação portuguesa do Município da Guarda que foi sede da extinta Freguesia de Carvalhal Meão, freguesia que tinha 7,45 km² de área e 51 habitantes (2011), e, por isso, uma densidade populacional de 6,8 hab/km².
A Freguesia de Carvalhal Meão foi extinta pela reorganização administrativa de 2012/2013, tendo o seu território sido anexado à vizinha Freguesia de Adão.

## População
| Totais e grupos etários | Totais e grupos etários | Totais e grupos etários | Totais e grupos etários | Totais e grupos etários | Totais e grupos etários | Totais e grupos etários | Totais e grupos etários | Totais e grupos etários | Totais e grupos etários | Totais e grupos etários | Totais e grupos etários | Totais e grupos etários | Totais e grupos etários | Totais e grupos etários | Totais e grupos etários |
| ----------------------- | ----------------------- | ----------------------- | ----------------------- | ----------------------- | ----------------------- | ----------------------- | ----------------------- | ----------------------- | ----------------------- | ----------------------- | ----------------------- | ----------------------- | ----------------------- | ----------------------- | ----------------------- |
|                         | 1864                    | 1878                    | 1890                    | 1900                    | 1911                    | 1920                    | 1930                    | 1940                    | 1950                    | 1960                    | 1970                    | 1981                    | 1991                    | 2001                    | 2011                    |
| Total                   | 224                     | 267                     | 295                     | 278                     | 300                     | 282                     | 295                     | 333                     | 307                     | 281                     | 144                     | 100                     | 74                      | 67                      | 51                      |

| 0-14 anos | 15-24 anos | 25-64 anos | 65 e + anos |
| 2 \| 1    | 5 \| 1     | 21 \| 14   | 39 \| 35    |
| -50%      | -80%       | -33%       | -10%        |

## Património
- Igreja de Carvalhal Meão;
- Capela do Calvário.